# Sténose du pylore
 Mise en garde médicale
La sténose du pylore est une maladie du nourrisson. Elle touche le muscle du pylore, situé dans la partie basse de l'estomac : le muscle  augmente de volume (alors appelé l'olive pylorique), créant un obstacle pour la vidange gastrique.
Il existe aussi une sténose du pylore chez l'adulte, le plus souvent complication d'un ulcère gastro-duodénal, ou d'un cancer de l'estomac. 

## Histoire
Pour les Français, Pierre Frédet (1870-1946) pratique en 1907 la première opération efficace de cette anomalie chez le nourrisson : la pylorotomie extramuqueuse longitudinale. Pour les autres, c'est l'Allemand Conrad Ramstedt (de)(1867-1963), professeur à Münster, qui la réalise en 1912. On rencontre donc les termes synonymes de : opération de Frédet, opération de Ramstedt, et opération de Frédet-Ramstedt.

## Épidémiologie
Elle touche généralement les nourrissons entre trois semaines et trois mois avec une fréquence de deux à trois cas pour 1000 naissances. Certains enfants sont plus à risques : les garçons, les prématurés, les petits poids de naissance. Il existe une susceptibilité familiale.

## Clinique

### Symptômes
La maladie se manifeste par des vomissements en jet de lait non digéré (lait caillé) juste après les tétées, et parfois plusieurs heures après. L'enfant a faim, peut être constipé, déshydraté ou dénutri. 

### Examen clinique
Les signes physiques sont une voussure épigastrique (estomac distendu) avec parfois des ondulations péristaltiques visibles au niveau de l'abdomen après les biberons. L'olive pylorique est généralement difficilement palpable chez un enfant éveillé (mais très bien palpable après anesthésie).

## Examens complémentaires

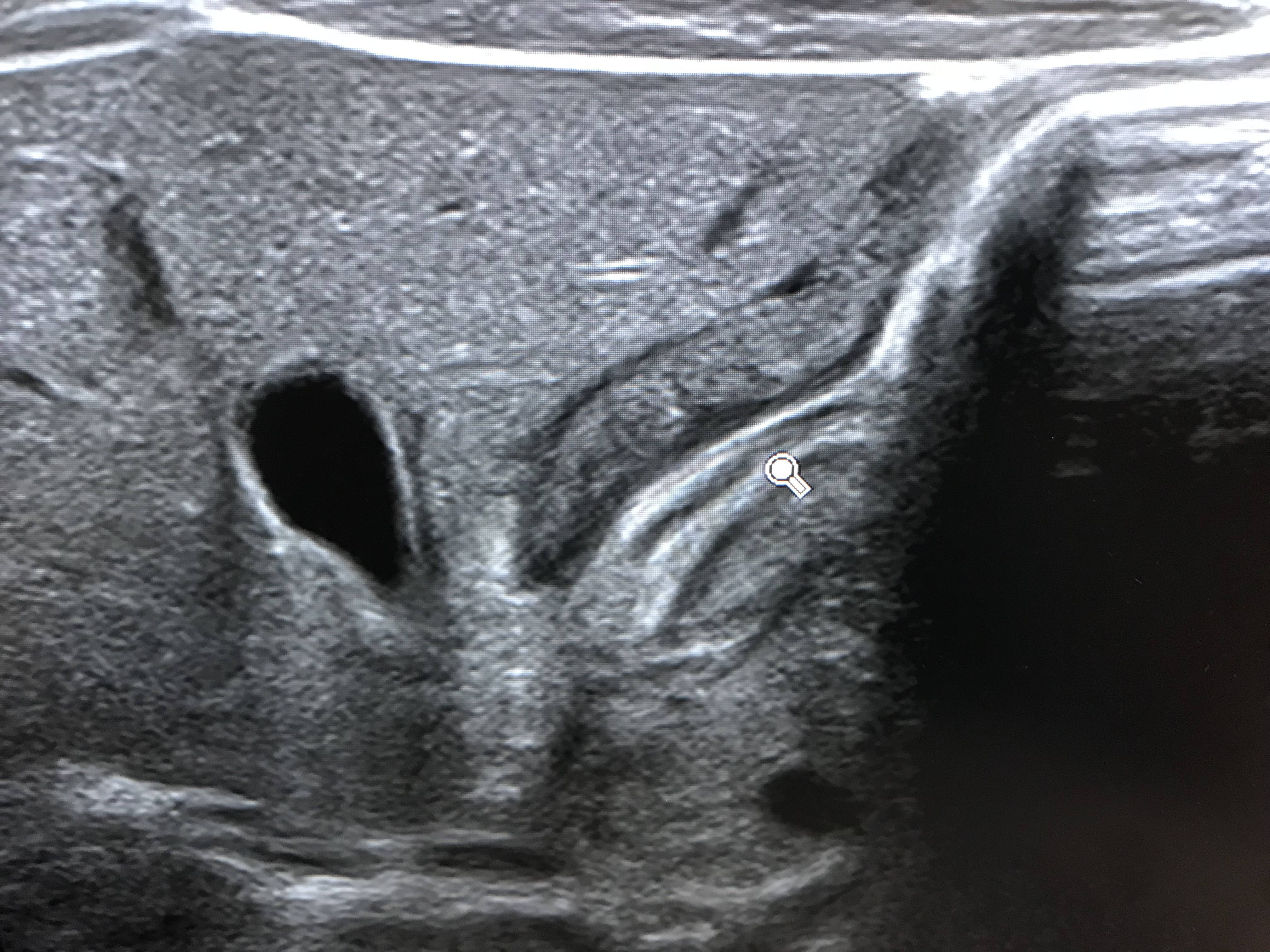
Echographie : Le muscle pylorique est épaissi et allongé

### Imagerie
L'échographie abdominale permet de mesurer le pylore et confirme le diagnostic clinique,. 
La radiographie du ventre (ASP) montre un estomac très grand et peu d'air au niveau de l'intestin. Cette technique n'a aucun intérêt en pratique car, en plus d’être non fiable, elle irradie le patient. 

## Prise en charge
Quand le diagnostic est confirmé, l'enfant doit être hospitalisé pour avoir une prise de sang afin d'évaluer la déshydratation et de faire le bilan pré-opératoire. Une perfusion permet de le réhydrater. S'il vomit beaucoup, il aura une sonde naso-gastrique qui permet de vider son estomac. 
L'opération est faite quand l'enfant est bien réhydraté, en général 12 à 48 h après son admission. Elle consiste à ouvrir le muscle pylorique pour permettre un passage de l'estomac à l'intestin. Elle peut être réalisée par laparotomie (ouverture des tissus directement) ou par cœlioscopie (mini-incision et visualisation avec une petite caméra). 
L'enfant peut reprendre une alimentation rapidement après l'opération (6 heures en général), en commençant très doucement. Il sort 2 ou 3 jours après. Parfois il doit garder une sonde naso-gastrique après l'opération et sera réalimenté plus doucement. Dans certains cas une deuxième opération est nécessaire.